# 페 델 문도
페 빌라누에바 델 문도(스페인어: Fe Villanueva del Mundo, 1911년 11월 27일 ~ 2011년 8월 6일)는 필리핀의 소아청소년과 의사이자, 필리핀 최초의 소아의료센터의 설립자이다.
그가 필리핀의 소아청소년의학 분야에서 한 선구자적인 활동은 80년간 이어졌다. 국제적으로 널리 알려진 공헌으로 1977년 라몬 막사이사이상 공공서비스부문 수상자로 선정되었다. 이어서 1980년에는 필리핀 국가과학자 칭호 수훈자가 되었고, 2010년에는 라칸둘라 훈장을 받았다.

## 성장기와 학업
페 델 문도는 1911년 11월 27일에 마닐라의 인트라무로스 구의 카빌도 거리 120번지에서 태어났다.  마닐라 대성당 맞은 편에 집이 있었다. 아버지 베르나르도 델 문도와 어머니 파즈 네 빌라누에바는 여덟 남매를 낳았다. 아버지 베르나르도는 마린두케주 출신의 유명한 변호사였고, 필리핀 의회에서 타야바스주  지역구 의원으로 한 차례 선출되었다. 8남매 중 3명은, 유아기에 사망했고, 언니가 11살에 충수염으로 사망했다. 가난한 사람을 위한 의사가 되겠다는 델 문도의 바람을 알고 있던 언니의 죽음은 델 문도가 의사의 길을 걷는데 박차를 가하는 계기가 되었다.
델 문도는 필리핀 대학교 마닐라 캠퍼스(UPM)에 1926년 입학했고, 1933년에 의학 학위를 받고, 졸업생 대표로 송사를 맡았다. 그 해의 의사 면허 시험에서 응시자 중 3위로 통과하였다. 의대에 다닐 때, 마린두케주를 비롯한 여러 지방의 아이들을 괴롭히는 다양한 질환들을 접한 것이 소아청소년과 전문의 길을 선택하게 하였다.

### 대학원 진학
델 문도가 필리핀 대학교 마닐라 캠퍼스를 졸업한 후에, 마누엘 L. 케손 대통령은 델 문도가 선택한 의료 분야에서의 추가적인 훈련을 위해 미국의 어떤 의대를 지망하더라도 금전적인 지원을 하겠다고 제안했다.
델 문도는 하버드 의대의 첫 여성 학생, 첫 여성 소아청소년과 전공자이자, 첫 아시아인 학생으로 알려져 있다.
하지만, 하버드 의과대학원의 다양성과 포용에 대한 기록 보관 담당자에 따르면,
While Dr. Del Mundo was remarkable in many ways, the evidence that she was a medical student at Harvard Medical School is largely anecdotal and not well sourced. As far as my research using Harvard Medical School catalogs and records shows, she earned her Medical Degree from the University of the Philippines Manila in 1933, and in 1936, came to Boston to further her studies in pediatrics. The fact that Harvard Medical School did not admit women students and Dr. Del Mundo already earned her medical degree suggests that she was not admitted as a student, even in error, and I cannot find proof that she graduated from Harvard Medical School ... Instead, it seems more likely that she completed graduate work at Harvard Medical School through an appointment at Boston Children’s Hospital ... del Mundo is listed as an Assistant Physician at Boston Children’s Hospital, and a Research Fellow in Pediatrics in 1940. Further suggesting that she was a graduate student and not a medical student, in her autobiographical statement in Women Physicians of the World (1977), Dr. Del Mundo explains "I spent three years of my postgraduate studies at the Children’s Hospital in Boston and at Harvard Medical School, one year at the University of Chicago, six months at Johns Hopkins Hospital, and short terms in various pediatric institutions, all to round out my training."

(델 문도 박사는 여러 면에서 주목할 만한 사람이지만, 그가 하버드 의과 대학에 재학하였다는 일화는 제대로 된 출처가 없습니다. 하버드 대학 편람과 기록을 사용한 제 연구에 따르면, 그는 1933년 필리핀 마닐라 대학에서 의학 학위를 받았고, 1936년 보스턴에 와서 소아의학에 대해 추가적으로 공부했습니다. 당시 하버드 의대는 여학생의 입학을 허용하지 않았고, 델 문도 박사가 이미 의학 학위를 취득했다는 사실은 그가 학생으로 입학하지 않았다는 것을 의미하며, 착오로 하버드 의대를 졸업했다는 기록도 찾을 수 없었습니다.  ... 그 대신에 델 문도 박사는 보스턴소아병원과 협약으로 하버드 대학원 과정을 마치게 된 것 같습니다.  ...델 문도 박사는 1940년에 보스턴소아병원의 보조 의사이자 연구원이었던 것으로 기록되어 있습니다. 그가 의대생이 아니라 대학원생이었다는 것을 나타내는 근거는 1977년 출판된 《Women Physicians of the World》에서 델 문도 박사의 자전적 회상으로 드러납니다. "나는 하버드 대학원과 보스턴소아병원에서 3년간, 시카고 대학에서 1년간, 존스홉킨스병원에서 6개월간, 그 외에 다양한 소아의학기관들에서 훈련을 받았습니다.")

델 문도 박사는 1939년에 하버드 의대부속 소아병원에서 2년간의 연구직을 제안받고 돌아왔다. 또한, 1940년에 보스턴대학 의과대학원에서 박테리아학 석사 학위를 취득하였다.

## 의료 활동
델 문도는 일본의 필리핀 침공이 있기 직전인 1941년에 고국으로 돌아왔다. 그는 국제 적십자 위원회에 가입하여, 일본이 외국인을 수용하기 위해 징발한 산토 토마스 대학교 수용소의 아동 억류자를 돌보는데 자원했다. 수용소 안에는 임시 호스피스 시설이 세워졌고, 그는 "산토 토마스의 천사"로 알려지게 되었다. 1943년, 일본 당국의 호스피스 강제 폐쇄 이후, 레온 귄토 마닐라 시장은 델 문도에게 시 당국의 지원 하에 아동 병원을 이끌어 달리는 요청을 하였다. 이 병원은 나중에 마닐라 전투 동안 증가하는 사상자에 대처하기 위해 종합의료센터로 전환되었고, 북부종합병원(후일, 호세.R. 레야스 기념 의료센터)으로 명명되었다. 델 문도는 병원장으로 1948년까지 재직하였다.
델 문도는 1954년에 산토 토마스 대학교와 파이스턴 대학의 교수진에 합류하였고, 개인 진료를 하기 위해 작은 소아과 병원을 설립했다.

### 소아의학센터의 설립

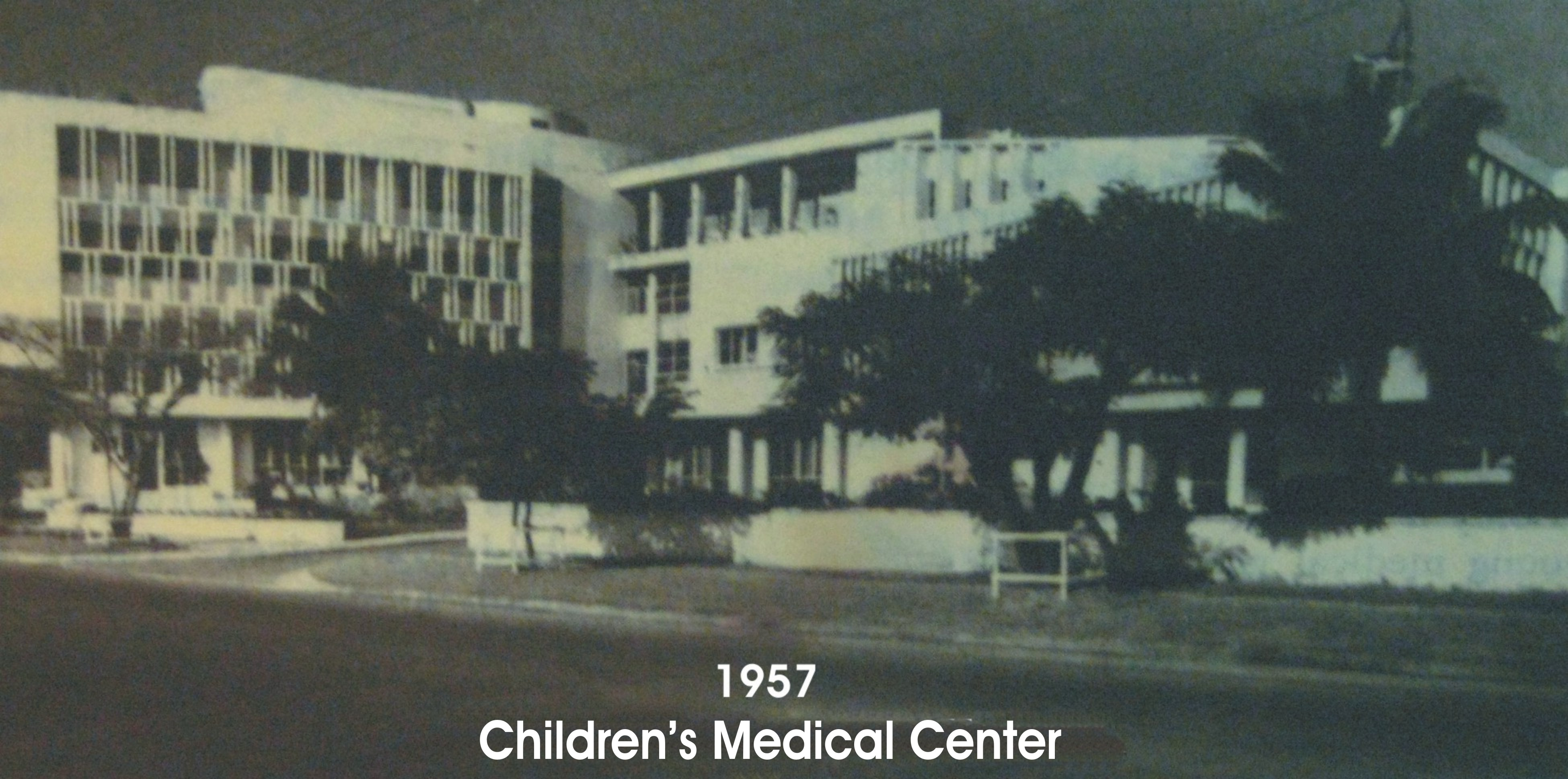
1957년 필리핀의 소아의료센터(CMC)

정부가 운영하는 병원에서 생기는 관료주의적 제약에 좌절한 델 문도는 자신만의 소아 병원을 설립하기를 원했다. 결과적으로, 집과 개인 소지품을 처분하고, 정부 서비스 보험 제도(GSIS)로부터 상당한 규모의 융자를 받아, 자신의 병원 건립 자금을 마련하였다. 1957년, 소아의료센터는 케손시티에 100 병상 규모의 병원으로 출범하였고, 이는 필리핀 최초의 소아전문병원이었다. 1966년, 아시아에서 최초로 모자보건연구소를 설립하여 병원 규모는 확장되었다.

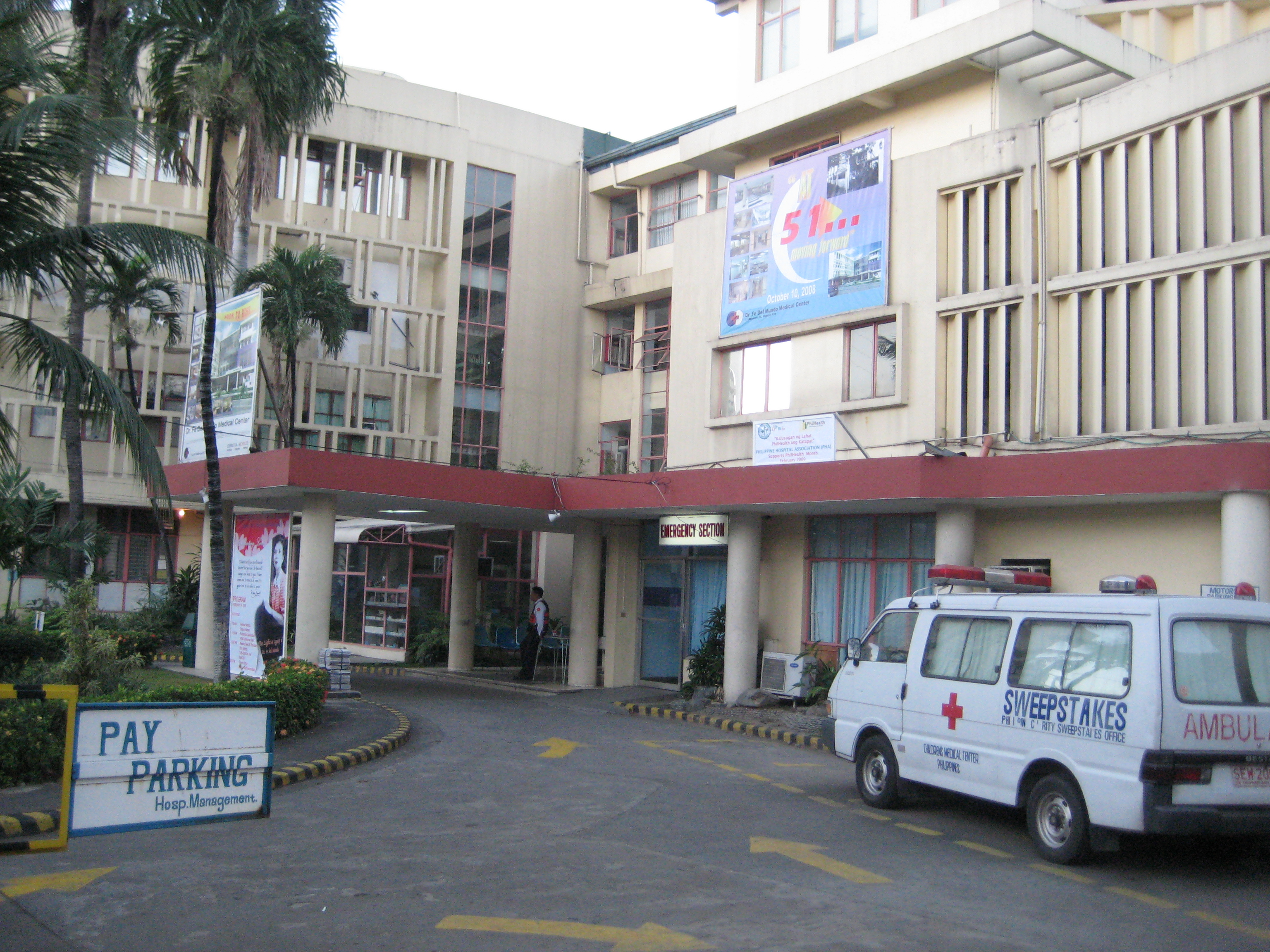
페 델 문도 박사 의료 센터 (1957년 소아의료센터로 설립)

1958년 델 문도는 병원 소유권을 병원 이사회로 넘겨 주었다.

## 노년과 사망
델 문도는 90대의 나이에도 의료 활동을 이어나갔다. 2011년 8월 6일, 심장 정지로 자연사하였다. 그는 필리핀의 영웅 묘지에 묻혔다

## 연구와 혁신
델 문도는 필리핀 사회에서의 감염병 연구의 선구자로도 알려져 있다. 필리핀의 전쟁 후 열악한 실험실에도 불구하고, 주저하지 않고 분석을 위해 표본과 혈액 샘플을 해외로 보냈다.
1950년대 들어, 필리핀에서 흔하게 유행하는 뎅기열에 대해 연구했지만, 당시에는 거의 알려지지 않았다. 뎅기열에 대한 임상적 관찰과 추후에 수행한 연구 결과는 "젊은이에게 괴롭히는 뎅기열에 대한 더 많은 이해를 이끌어 냈다." 그는 의학 저널들에 뎅기열, 소아마비, 홍역 등에 대한 100여편의 논문과 보고서 등을 투고하였다. 또한, 필리핀의 의과대학들이 사용하는 기초적인 의학 교과서인 《Textbook of Pediatrics》을 저술하였다.
델 문도는 농촌지역사회의 공중 보건 개선에 적극적으로 활동했다. 농촌 왕진팀을 구성하여, 모유 수유와 아동 건강에 대한 조언을 하였다. 예방 접종이나 영양 섭취를 위한 보건 프로그램을 보건 종사자와 대중 사이의 거대한 협동을 위해, 의사와 다른 의료인들을 통해 지역 사회와 병원을 연결하는 아이디어를 홍보했다. 그는 산파들이 농촌사회에서 가지는 존재감을 고려하여, 그들을 의료계에 통합할 것을 촉구하였다. 독실한 카톨릭 신자였음에도 불구하고, 가족 계획과 인구 조절을 주장하였다.
델 문도는 전기가 없는 농촌 사회가 사용가능하도록 설계된, 대나무로 제작된 인큐베이터를 고안한 것으로도 알려져 있다.

## 수상과 표창
1980년, 델 문도는 여성 중 최초로 필리핀 국가 과학자 칭호를 받았다.
국제적으로 받은 상은 다음과 같다. 1966년에 인류를 위한 뛰어난 봉사로 호바트 앤 윌리엄 대학으로부터 엘리자베스 블랙웰 상을 받았다. 1977년에는 국제소아과협회가 뛰어난 소아과 의사이자 인도주의자로 선정하였다. 또한, 1977년 라몬 막사이사이 상 공공서비스 부문 수상자로 지명되었다.
2008년 AY 재단이 캘커타의 축복받은 테레사 상의 수상자로 선정하였다.
2010년 4월 22일, 말라카냥궁에서 바야니 등급의 라칸둘라 훈장을 수여받았다.
2011년 사후에, 골든 하트 훈장을 추서받았다.
2018년 11월 27일, 구글은 델 문도 탄생 107주년을 축하하는 구글 두들을 게시하였다.

## 출전
- Chua, Philip S. (2003년 4월 27일). “Fe del Mundo, M.D.: At 94, Still in the Practice of Pediatrics”. 《The Sunday Times Magazine》 (Manila). 2019년 3월 4일에 원본 문서에서 보존된 문서. 2007년 12월 26일에 확인함.
- Contreras, Volt (2007년 11월 25일). “Fe del Mundo: Her children's hospital is 50 as she turns 96”. 《Philippine Daily Inquirer》. Metro Manila. 1, A19쪽. 2007년 12월 26일에 확인함.[깨진 링크]
- Lim, Fides (2007년 8월 28일). “Dr Fe del Mundo: Frail But Feisty Still at 95”. Philippine Center for Investigative Journalism. 2007년 12월 26일에 확인함.
- Navarro, Mariechel J. (2000). 《National Scientists of the Philippines (1978–1998)》. Pasig City, Philippines: Anvil Publishing. 131–140쪽. ISBN 9712709329. OCLC 46475493.